# Sebastião Murtinheira
Sebastião Dias Murtinheira, mais conhecido por Sebastião Murtinheira (Lagos, 6 de Julho de 1906 - Lisboa, 2 de Maio de 1980), foi um encenador e jornalista português.

## Biografia

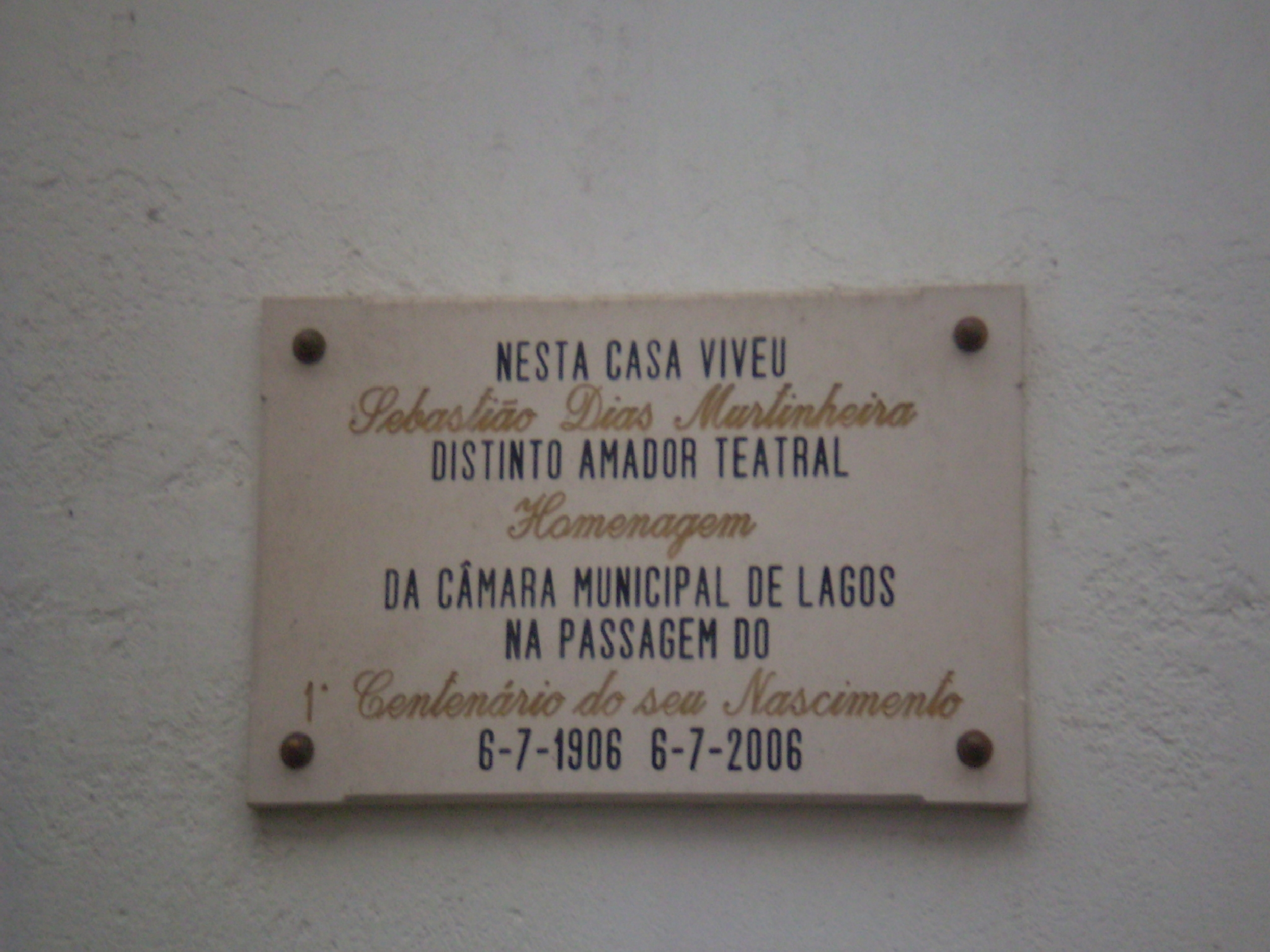
Placa de homenagem, no exterior da casa onde viveu, na Travessa do Cotovelo, em Lagos.

### Nascimento e família
Nasceu em 6 de Julho de 1906, na Freguesia de Santa Maria do Concelho de Lagos, filho de Francisco Dias Murtinheira e Virgínia do Carmo.

### Carreira profissional e artística
Exerceu como funcionário na secretaria da Escola Secundária Vitorino Damásio, presidente do Clube Artístico Lacobrigense e da Assembleia Geral da Filarmónica Lacobrigense 1.º de Maio, director do grupo Os Miúdos dos Artistas, e representante do cabeleireiro teatral António Martins Amaral.  Destacou-se como um dos lacobrigenses mais activos no século XX, tendo colaborado na realização de vários espectáculos na cidade, como folclore, cortejos, e marchas, escrito poemas e canções, pintado quadros, e organizado peças de teatro. Também foi director, redactor e editor do Jornal de Lagos, tendo publicado vários artigos de opinião neste periódico, com o pseudónimo Sedimur. Trabalhou igualmente como redactor no jornal Sul Desportivo, e como correspondente nos periódicos Jornal de Notícias, Correio do Sul e Diário do Alentejo.
Foi igualmente delegado regional da Mocidade Portuguesa, tendo sido responsável pela introdução da arte do teatro de fantoches no concelho, com um grande envolvimento da juventude.

### Falecimento
Morreu na cidade de Lisboa, em 2 de Maio de 1980.

## Homenagens
Em 18 de Fevereiro de 1987, a autarquia colocou o seu nome numa rua na antiga Freguesia de Santa Maria, em Lagos.
Em 2007, a autarquia de Lagos homenageou Sebastião Murtinheira no evento Festa do Teatro e da Poesia.

## Exposições em que participou[2]
- I Exposição de Amadores Algarvios (Lagos, 1946)
- II Exposição de Amadores Lacobrigenses (Lagos, 1947)
- Exposição de Amadores de Lagos (Lagos, 1956)
- Apresentação de trabalhos de conchas e seixos no Pavilhão de Turismo (1957)
- II Exposição de Trabalhos em Conchas (1958)
- Exposição colectiva de óleos desenhos cerâmica trabalhos em concha objectos decorativos (Lagos, 1978)
- Exposição colectiva de artes plásticas (Lagos, 1978)

## Peças[2]
- Sarau teatral «Noite de Alegria» no Club Artístico Lacobrigense (Lagos, 1940)
- Era uma vez um dragão (Lagos, 1952)
- O Príncipe das mãos vazias (Lagos, 1952)
- Caminho é por aqui (Lagos, 1952)
- Duas récitas teatrais no Clube Artístico Lacobrigense (Lagos, 1956)